# Acrocomia crispa
Acrocomia crispa är en enhjärtbladig växtart som först beskrevs av Carl Sigismund Kunth, och fick sitt nu gällande namn av Charles Fuller Baker och Odoardo Beccari. Acrocomia crispa ingår i släktet Acrocomia och familjen Arecaceae.
Artens utbredningsområde är Kuba. Inga underarter finns listade i Catalogue of Life.